# European Association for Biometrics
Der Verein European Association for Biometrics (EAB) ist ein gemeinnütziger Verein mit Sitz in Bussum, Niederlande, der die Entwicklung von biometrischen Verfahren und deren angemessenen Einsatz in Europa fördert.

## Historie
Die Gesellschaft wurde am 17. November 2011 in Darmstadt in den Räumlichkeiten des Fraunhofer-Institut für Graphische Datenverarbeitung gegründet und ging aus dem Projekt Biometric European Stakeholders Network (BEST Network) hervor, das von der Europäischen Kommission im 7. Forschungsrahmenprogramm gefördert wurde. Die Satzung von EAB wurde nach dem Vorbild des CAST e.V. gestaltet. 14 Institutionen aus 10 verschiedenen europäischen Nationen waren an der Gründung beteiligt. Die Interessen der Mitglieder werden durch den Vorstand vertreten.

## Steuerung
EAB ist ein Verein auf Mitgliederbasis, in dem sowohl Institutionen und Unternehmen als auch natürliche Personen aus ganz Europa organisiert sind. Mittlerweile sind in EAB mehr als 200 Mitglieder aktiv (Stand: März 2017). Der Verein ist ein aktives Netzwerk mit nationalen Kontaktpersonen in den meisten europäischen Ländern. Die Mitgliederversammlung bestätigt jährlich den Vorstand, der den Verein nach außen vertritt. Ein Beirat (das EAB Advisory Board) aus hochrangigen Mitgliedern der Community berät den Vorstand in strategischen Fragen.
In Special Interest Groups, Komitees und Arbeitsgruppen zu unterschiedlichen Themen haben die Mitglieder die Möglichkeit, aktuelle Themen zu diskutieren. Die Ergebnisse werden in Positionspapieren oder White Papers zusammengefasst und der Öffentlichkeit zur weiteren Diskussion zur Verfügung gestellt.

## Aktivitäten
EAB ist Veranstalter zahlreicher Konferenzen, Seminare oder Workshops. So richtet der Verband jährlich im September die European Research Projects Conference (EAB-RPC) aus, an der an zwei Tagen von der Europäischen Kommission in deren Forschungsrahmenprogramm geförderte Projekte präsentiert werden, in denen biometrische Verfahren eine Rolle spielen.
Zur Förderung des Nachwuchses lobt der Verband in jedem Jahr sowohl einen Forschungs- als auch einen Industriepreis aus. Herausragende Doktorarbeiten werden vorgestellt und von einer ausgewählten Jury prämiert.